# Іто Хіробумі
Іто́ Хіробу́мі (яп. 伊藤博文, いとうひろぶみ; 16 жовтня 1841 — 26 жовтня 1909) — японський політичний діяч, учасник реставрації Мейдзі, князь, перший (а також 5-й, 7-й та 10-й) прем'єр-міністр Японії, перший генерал-губернатор Кореї, перший (а також 3-й, 8-й та 10-й) голова Таємної Ради, автор проекту Конституції Великої Японської імперії. Почесний доктор Єльського університету.

## Ранні роки

### Юність

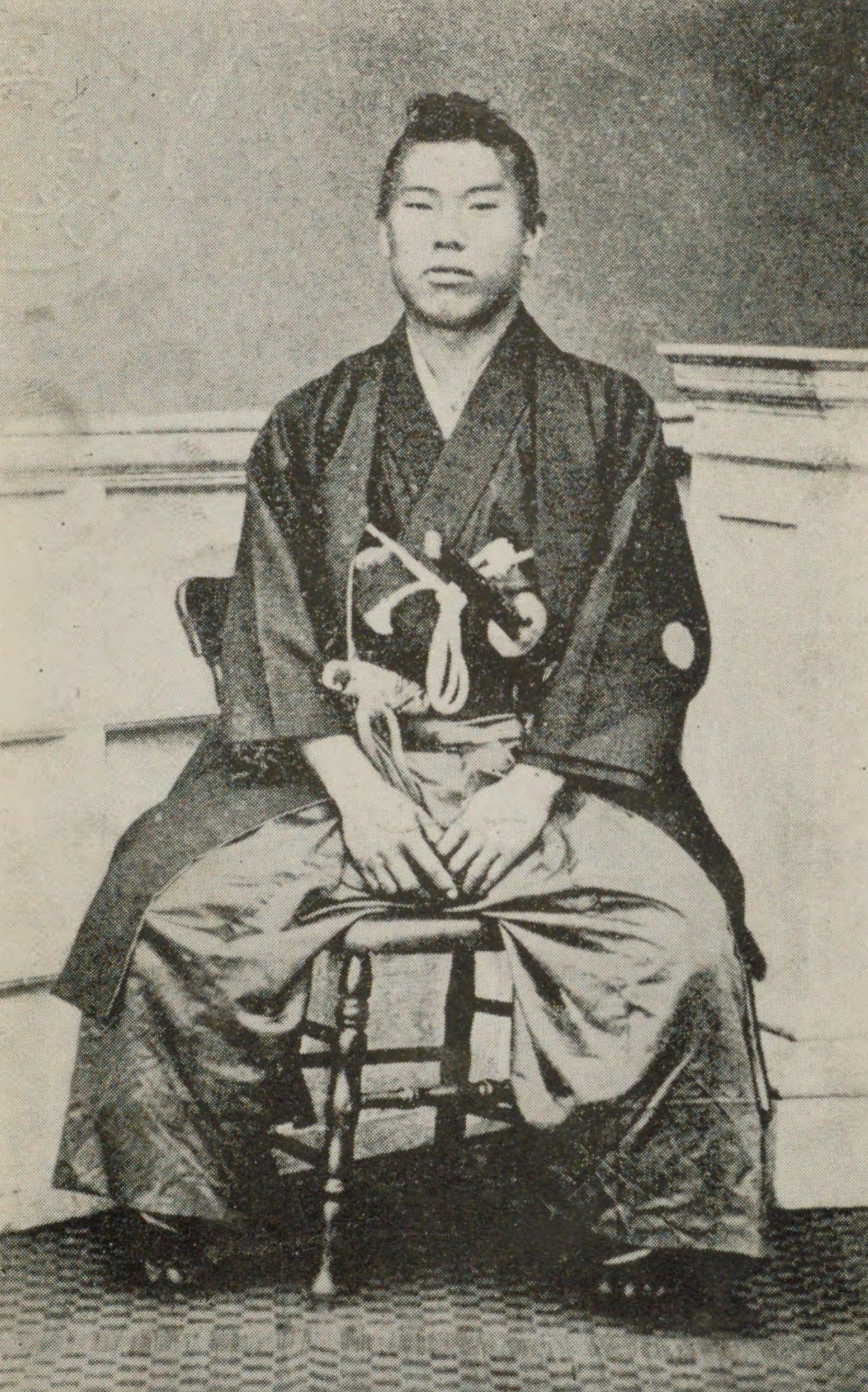
Іто в 1863 році

Іто Хіробумі народився 16 жовтня 1841 року в місті Хаґі князівства Тьосю-хан (на сьогоднішній день префектура Ямаґуті) в родині селянина Хаясі Дзюдзо. Хіробумі був усиновлений сімейством Іто.
Іто навчався в школі Сйока сондзюку (яп. 松下村塾, «Пансіон під покровом сосен»). Він був наймолодшим учнем в школі. Вчителем Іто був Йосіда Сьоїн (яп. 吉田松陰, 1830—1859). Сам Іто так описував своє навчання в Йосіди:
| Він вчив нас націоналізму, відданості монарху та етиці бусідо з божественним піднесенням. Багато з наших керівників, які присвятив себе служінню трону, — це особи, які вийшли з школи Мацусіта [7]. |
В юності Хіробумі був прибічником політичного руху Сонно дзьої («Шануймо Імператора, виженемо варварів»). В 1862 році Іто Хіробумі, Іноуе Каору, Такасуґі Сінсаку та деякі інші противники іноземного втручання у внутрішні справи Японії підпалили посольство Великої Британії в Едо.

### Стажування у Великій Британії

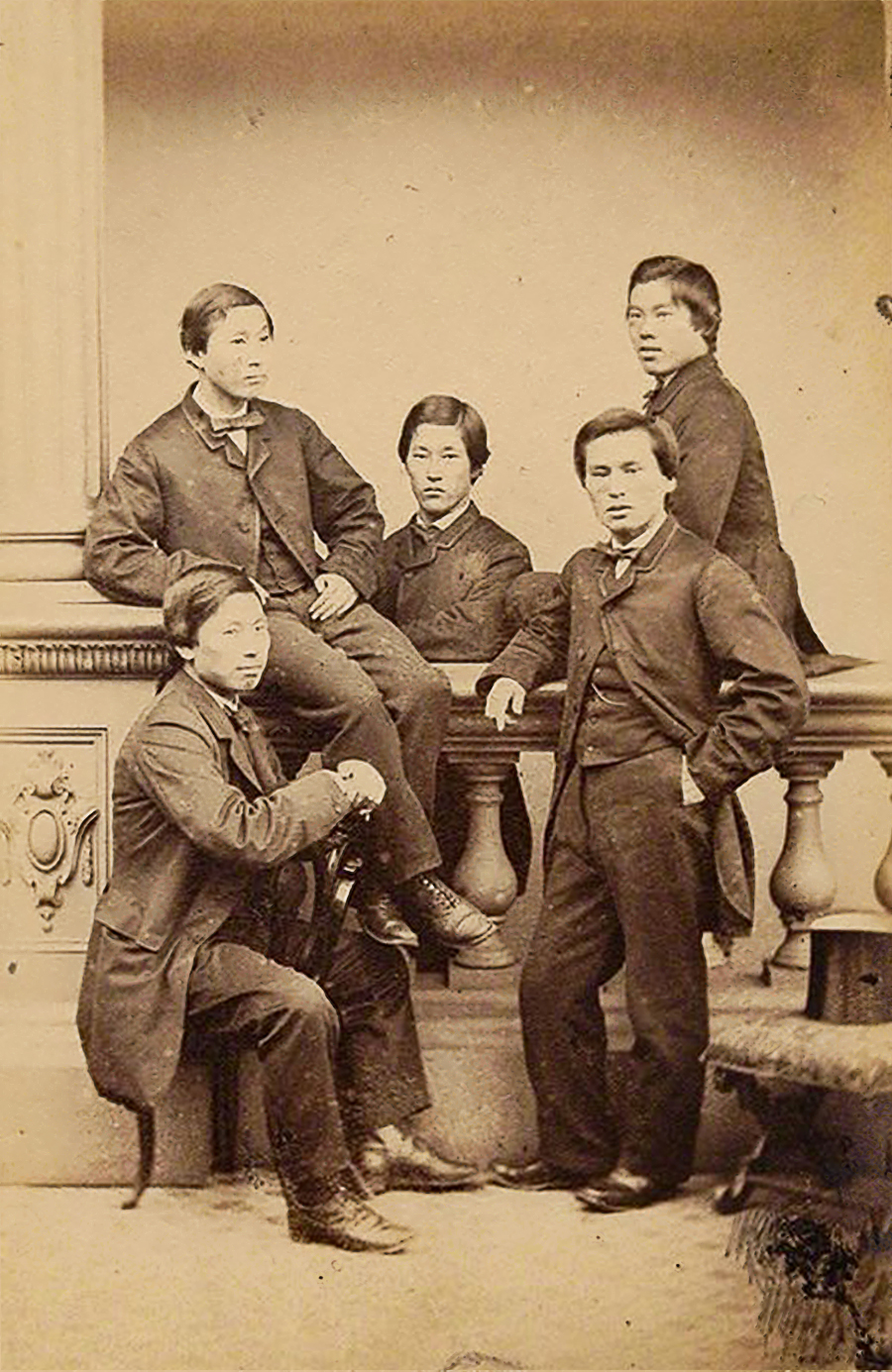
П'ятеро з Тьосю-хану. Зліва направо: у верхньому ряду Ендо Кінсуке, Іноуе Масару та Іто Хіробумі, в нижньому — Іноуе Каору та Ямао Йодзо (1863 рік)

У 1863 році керівництво Тьосю-хана ухвалило рішення про відправку п'ятьох хлопців на стажування до Англії. Серед них був Іто Хіробумі. Офіційно виїзд з країни був заборонений сьоґунатом, тому поїздка відбувалася в таємниці. Молодих людей відвезли в Наґасакі, переодягнули у форму англійських моряків та вивезли до Шанхаю. Там їх розділили на дві групи та відвезли до Лондона. Дорога зайняла шість місяців. Протягом цього терміну Іто та Іноуе Каору працювали моряками на кораблі «Пегас», вирішивши таким чином заплатити за свою подорож. В Лондоні п'ятеро хлопців вчилися у професора хімії Олександра Вільяма Вільямсона.
Під час свого стажування Іто Хіробумі зустрівся з Ернестом Сатовим, з яким він до кінця життя підтримував дружні стосунки.
Іто та Іноуе Каору пробули у Великій Британії всього два тижні: дізнавшись про конфлікт між керівництвом Тьосю-хану та іноземними державами з приводу проходу через протоку Сімоносекі, вони повернулися додому, аби переконати керівництво хану утриматися від війни.
Ця поїздка справила на Іто глибоке враження та викликала переворот в його світогляді: він став переконаним прибічником модернізації Японії за західним зразком.

### Одруження
В ході конфлікту між Тьосю-ханом та Великою Британією Іто вперше виступив як дипломат, будучи посередником між даймьо Тьосю та європейцями. Оскільки Іто займав помірну позицію, найбільш консервативно налаштовані представники керівництва Тьосю організували декілька замахів на його життя. В ході одного з цих інцидентів молода ґейша Умеко сховала Іто в своїй кімнаті. Між ними зав'язався роман. Незабаром Хіробумі викупив Умеко та в квітні 1866 року вони одружилися.

## Початок кар'єри
В 1867 році Іто Хіробумі отримав ранг ґоятої та офіційно став самураєм. В 1868 році він став радником уряду по закордонних справах. На переговорах Іто був перекладачем Імператора Мейдзі. Також він отримав посаду голови префектури Хьоґо. В 1868 році столиця префектури місто Кобе була відкрита для іноземців. Хьоґо стала займати лідируючі позиції в модернізації та інтернаціоналізації Японії.
В 1870 році Іто виїхав у відрядження в США вивчати західну систему фінансів та валютного обігу. Там він познайомився з міністром закордонних справ США Гамільтоном Фішем. Фіш подарував Іто екземпляр американської конституції та зведення найважливіших законів США.
Іто Хіробумі вирішив, що американська система малопридатна для Японії. Після повернення на батьківщину Іто став статс-секретарем суспільних робіт, а також очолив департамент податків та грошового обігу. Він взяв участь в заміні старої адміністративної системи ханів на нову систему префектур.
У 1871 році Іто виступив з пропозицією відправити до Європи та США дипломатичну місію для кращого знайомства з устроєм держав Заходу. Пропозиція була прийнята. Місію зі 107 осіб очолив міністр закордонних справ Івакура Томомі, Іто став одним з його заступників. За винятком його, всі члени місії покидали Японію вперше в житті. Поїздка справила на Іто Хіробумі сильне враження. Він писав:
| Політичні системи, звичаї, освіта, медицина, оборонне виробництво Заходу перевершують східні. Тому наш обов'язок — перенести на японський ґрунт західну цивілізацію, прагнути до прогресу, аби наш народ швидко став врівень з цими територіями, день і ніч старатися та вчитися.[12] |
В ході цієї поїздки на одному з прийомів він проголосив промову про японський прапор. Іто сказав:	
| Червоне коло на нашому державному прапорі — це не сургучна печатка, яка «запечатує» нашу імперію, це символ, який пророкує входження країни в світову співдружність цивілізованих держав, благородний символ сходу диску уранішнього сонця над лінією горизонту.[13] |
Коли члени місії спробували почати переговори з американським урядом про перегляд нерівноправних торговельних договорів, виявилося, що в Івакури Томомі відсутні документи, які дають місії необхідні повноваження. Іто та Окубо Тосіміті повернулися до Японії за документами, проте це виявилося марним, оскільки переговори зайшли у тупик.
У 1873 році високопоставлений чиновник Сайґо Такаморі виступив з пропозицією військового походу на Корею з метою її анексії. Однак члени місії Івакура, які повернулися 13 вересня з-за кордону, змогли переконати імператора та його оточення, що Японія поки не готова вести переможну війну. Серед них був і Іто Хіробумі. Дебати з приводу походу на Корею отримали назву «Сейканрон» (яп. 征韩论).
У 1873 році Іто був призначений міністром громадських робіт, а після смерті Окубо Тосіміті в 1878 році став міністром внутрішніх справ. На цій посаді Іто Хіробумі зіграв ключову роль у приєднанні до Японії островів Рюкю. 25 січня 1879 перший секретар міністерства внутрішніх справ Мацуда Мітіюкі приїхав до столиці Рюкю Наху і висунув королю Сьотаю ультиматум, у якому містилася вимога негайного приєднання Рюкю до Японії. Після переговорів у червні 1879 року Рюкю було приєднано до Японії, не зважаючі на протести Китаю, який вважав Рюкю своїм васалом.
У лютому 1879 року Іто провів освітню реформу. Були засновані виборні комітети у справах освіти. Заможні селяни були допущені до участі в управлінні освітою. Стали створюватися початкові школи в селах і селищах. Крім того, була визнана можливість будівництва однієї школи шляхом об'єднання зусиль кількох селищ і сіл. Слід зазначити, що реформа не містила положень про уніфікацію навчальних програм.
В ході цієї реформи Іто Хіробумі довелося зіткнутися з протидією консервативно налаштованого наставника імператора Мотоди Ейфу. Мотода виступав проти європеїзації освіти, крім того, він вважав, що уряд повинен здійснювати ідейне керівництво системою освіти.
У 1881 році Іто змусив Окуму Сіґенобу піти у відставку і почав грати ключову роль в уряді. У 1884 році за ініціативою Іто був прийнятий указ імператора про введення системи аристократичних титулів (кадзоку) в Японії. 7 липня Іто Хіробумі отримав титул графа. (яп. 伯爵, хакусяку). Обґрунтовуючи сенс введення системи кадзоку, Іто в листі до Іноуе Каору писав:
| Користуючись тим, що полум'я феодального монархізму все ще повністю не згасло, необхідно створити засіб для його пожвавлення[12]. |
18 квітня 1885 року Іто Хіробумі підписав японо-китайський Тяньцзіньський договір, який сприяв нормалізуванню відносини між Японією ти імперією Цін. З китайської сторони підпис поставив Лі Хунчжан.

## Прем'єр-міністр Японії

### Перший термін

#### Реформа держапарату
Виходячи з європейського (головним чином, німецького) досвіду, Іто Хіробумі провів реформу владних структур: в 1885 році в Японії з'явилися кабінет міністрів і цивільна служба, які замінили Дадзьокан (яп. 太 政 官 Державна рада). 22 грудня 1885 Іто став першим прем'єр-міністром Японії, одночасно будучи міністром імператорського двору та головою Конституційної комісії.
Пояснюючи суть реформи, Іто Хіробумі писав:
| Внаслідок цієї реорганізації міністри були поставлені перед необхідністю нести індивідуальну відповідальність безпосередньо перед імператором… Завданням реорганізації було, з одного боку, надати більше значення функціям міністрів та посилити їх відповідальність і, з іншого боку, підтримати єдність кабінету, попередивши всі можливі розбіжності і коливання окремих його членів[16]. |
Слід зазначити, що в новому уряді, на відміну від Дадзьокану, влада була відносно рівномірно розподілена між міністерствами. Крім того, однією з цілей реформи було наблизити японський держапарат до європейських зразків, щоб показати західним країнам, що Японія входить до числа «цивілізованих» держав.

#### Інші реформи
Іто Хіробумі сприяв прийняттю законів, що гарантують безпеку фінансового стану сім'ї імператора, який, на думку Іто, повинен був виконувати роль лідера нації, не маючи фактичної влади. Він писав:
| Коли радники в цілому одностайні в думці, тоді свою пропозицію вони передають на затвердження імператору; у тому випадку, коли немає згоди, старші радники імператора — але не його особисті — повинні постаратися колективно знайти рішення, якщо ж і в цьому випадку зусилля будуть марні, тільки тоді треба дізнатися думку імператора[12]. |
Крім того, Іто Хіробумі сприяв створенню Таємної Ради, головою якої він став, одночасно подавши у відставку з поста прем'єр-міністра.

## Останні роки життя
Іто Хіробумі був прихильником широкої співпраці Японії та Російської імперії. У листопаді 1901 року Іто провів переговори з С. Ю. Вітте з метою укладення угоди про розподіл сфер впливу. Сенс його ініціативи зводився до пропозиції Росії залишити за собою Маньчжурію, а Японії надати натомість свободу дій в Кореї. Однак російська сторона відповіла відмовою. Військовий міністр Росії А. Н. Куропаткін з цього приводу висловлювався так:

| Повна відмова від Кореї складе занадто дорогу ціну для угоди з Японією |
Думка імператора Миколи II була аналогічною: він зробив позначку на доповіді про переговори з Іто: «Росії ніяк не можна відмовитися від права тримати в Кореї стільки військ, скільки там знаходиться японських».
Після невдалих переговорів з Росією Іто Хіробумі звернувся до Англії. У січні 1902 року він уклав договір про японо-англійський союз, який створив передумови для російсько-японської війни. Тим не менш, і надалі Іто виступав проти війни з Росією, частково тому, що сумнівався у можливості Японії перемогти.

## Загибель

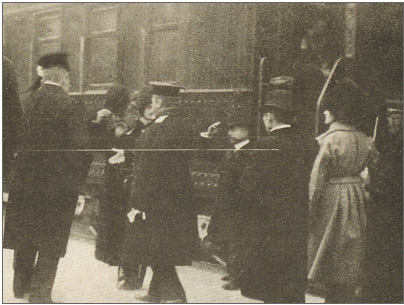
Іто Хіробумі на Харбінському вокзалі за декілька хвилин до загибелі. Князь піднімає циліндр, вітаючи почесну варту

У жовтні 1909 року Іто Хіробумі виїхав у Харбін для зустрічі з міністром фінансів Російської імперії В. Н. Коковцовим. Планувалося обговорити питання про повну анексію Кореї Японією. 26 жовтня о 9 годині ранку поїзд, на якому їхав Іто, прибув на станцію. Коковцов запропонував йому зійти на платформу, де вишикувалася почесна варта. Коли вони підійшли до варти, Іто Хіробумі був застрелений корейським націоналістом Ан Чунгином. Іто помер через півгодини після замаху. Останніми його словами були «Він застрелив мене. Ідіот!» (яп. 俺 を 撃っ たり し て, 馬鹿 な 奴 だ). Зараз можна лише здогадуватися, що він мав на увазі, але, можливо, Іто вже тоді розумів, що його смерть призведе лише до жорсткішої політики Японії щодо Кореї.
Ан розраховував, що смерть Іто Хіробумі принесе Кореї незалежність, але, за іронією долі, його смерть стала приводом для остаточної анексії Кореї Японією.
Після загибелі Іто в Японії був оголошений траур. На посольствах були приспущені державні прапори. Безліч японських та закордонних газет вийшли з чорною рамкою. Прем'єр-міністр Кацура Таро заявив:
| Політика Японії не зміниться через смерть князя Іто. Ми будемо слідувати його мирним ініціативам та традиціям, які він залишив. |
Свої співчуття також висловили імператор Мейдзі, граф Комура Дзютаро, маршал Ямаґата Арітомо, Іноуе Каору, посол США О'Брайен, посол Російської імперії М. А. Малевський-Малевич і президент США Вільям Тафт.
Тіло Іто було доставлено в Далянь, а звідти, на військовому кораблі — у Йокогаму . 11 листопада 1909 року, після урочистої церемонії в парку Хібія, він був похований на кладовищі роду Іто в кварталі Нісіо району Сінаґава в Токіо. На похороні були присутні близько 400 тисяч чоловік.

## Оцінки особи
У Японії більша частина сучасників та нащадків оцінювала Іто Хіробумі як видатного політика, який вніс великий внесок у становлення та посилення нової Японії. С. Ю. Вітте назвав його «чудовим і навіть великим державним діячем Японії». У той же час більша частина корейців бачить у Іто в першу чергу людину, яка сприяла скасування корейської державності.